# Liste des députés du parti rexiste
Le Parti Rex, parti d’extrême-droite, a eu des élus à la Chambre des représentants de Belgique entre 1936 et 1946.
| Législature | Nom                         | Arrondissement        | Remarque                                                                                |  |
| 1936-1939   | Philippe Behaghel de Bueren | Audenarde             |                                                                                         |  |
| 1936-1939   | Arsène Caignet              | Thuin                 |                                                                                         |  |
| 1936-1939   | Alphonse Collet             | Arlon-Marche-Bastogne |                                                                                         |  |
| 1936-1939   | Paul Collet                 | Nivelles              | démissionne du parti en 1939 après une violente altercation avec Léon Degrelle          |  |
| 1936-1939   | Charles Convent             | Anvers                | remplace le 9 février 1937 Hertoghe démissionnaire. Quitte le mouvement rexiste en 1939 |  |
| 1936-1939   | Pierre Daye                 | Bruxelles             | quitte le mouvement rexiste en 1939                                                     |  |
| 1936-1939   | Jean Denis                  | Namur                 |                                                                                         |  |
| 1936-1939   | Maurice Derudder            | Bruxelles             |                                                                                         |  |
| 1936-1939   | Louis Duysburgh             | Gand-Eecloo           |                                                                                         |  |
| 1936-1939   | Albert Fasbender            | Neufchateau-Virton    |                                                                                         |  |
| 1936-1939   | Lucas Hertoghe              | Anvers                | démissionne le 9 février 1937                                                           |  |
| 1936-1939   | Henri Horward               | Verviers              |                                                                                         |  |
| 1936-1939   | François Knaepen            | Liège                 |                                                                                         |  |
| 1936-1939   | Ursmard Legros              | Liège                 |                                                                                         |  |
| 1936-1939   | Carlos Leruitte             | Liège                 |                                                                                         |  |
| 1936-1939   | Robert Motteux              | Bruxelles             |                                                                                         |  |
| 1936-1939   | Alfred Olivier              | Bruxelles             | démissionne le 9 mars 1937                                                              |  |
| 1936-1939   | Raphaël Sindic              | Bruxelles             | démissionne de Rex en mars 1939                                                         |  |
| 1936-1939   | Prosper Teughels            | Charleroi             |                                                                                         |  |
| 1936-1939   | Adelin Vermer               | Dinant-Philippeville  |                                                                                         |  |
| 1936-1939   | René Wintgens               | Verviers              |                                                                                         |  |
| 1936-1939   | Gustave Wyns                | Tournai-Ath           |                                                                                         |  |
| 1939-1946   | Léon Degrelle               | Bruxelles             |                                                                                         |  |
| 1939-1946   | F. de Meester de Heyndonck  | Bruxelles             |                                                                                         |  |
| 1939-1946   | Henri Horward               | Verviers              |                                                                                         |  |
| 1939-1946   | Ursmard Legros              | Liège                 |                                                                                         |  |